# Unreal Engine
Unreal Engine é um motor de jogo desenvolvido pela Epic Games, usado pela primeira vez em 1998 para a criação do jogo de tiro em primeira pessoa Unreal, e tem sido a base de muitos jogos desde então. Embora usado inicialmente para jogos de tiro em primeira pessoa, ele tem sido usado com sucesso em uma grande variedade de gêneros de jogos e atualmente é usado na produção cinematográfica e simulação (cinema/televisão), junto da tecnologia StageCraft.
Seu núcleo é escrito em C++, possibilitando a portabilidade. Suporta múltiplas plataformas, incluindo Microsoft Windows, Linux, Mac OS e Mac OS X em computadores pessoais, e os consoles Dreamcast, GameCube, Nintendo Switch, PlayStation 2, PlayStation 3, PlayStation 4, PlayStation 5, Stadia, Wii, Wii U, Xbox, Xbox 360, Xbox One e Xbox Series X.

## Unreal Engine 1
Lançado em 1998, seu primeiro jogo foi o Unreal, continha as funções de renderização, detecção de colisão, inteligência artificial, sistema de redes e sistema de arquivo. Usava a Glide API ao invés de OpenGL, continha uma linguagem de script que ajudou a sua popularização, também incluía um sistema de cliente-servidor.

## Unreal Engine 2
Lançado em 2002, seu primeiro jogo foi America's Army, teve seu código de renderização totalmente reescrito, adicionou suporte para Dreamcast, PlayStation 2, GameCube e Xbox, física de veículos e física de ragdoll.

## Unreal Engine 3
Lançado em 2005, seu primeiro jogo foi Gears of War, contém suporte para PlayStation 3, Xbox 360 e Wii conteve uma grande adição de efeitos gráficos e outros recursos devido as várias parcerias feitas pela Epic, como por exemplo, o recurso da NVidia chamado PhysX.

## Unreal Engine 4
Em 17 de agosto de 2005, Mark Rein, vice-presidente da Epic Games, revelou que o motor Unreal Engine 4 estava em desenvolvimento desde 2003. Até a metade de 2008, o desenvolvimento foi feito exclusivamente por Tim Sweeney, fundador e diretor técnico da Epic Games. O motor visa a oitava geração de consoles, PCs e dispositivos Android baseados na série Tegra K1, anunciados em janeiro de 2014 na feira CES.
Em fevereiro de 2012, Mark Rein disse que "as pessoas ficarão chocadas quando virem o Unreal Engine 4, ainda neste ano". O Unreal Engine 4 foi revelado para um limitado número de participantes na feira Game Developers Conference de 2012, e o vídeo do motor sendo demonstrado pelo desenvolvedor Alan "Talisman" Willard foi lançado em 7 de junho de 2012 via GameTrailers TV. Essa demonstração foi executada em um computador com um trio de placas de vídeo GeForce GTX 580 (tri SLI) e pode ser executada em um computador com uma placa GeForce GTX 680.
Uma das principais novidades planejadas para o UE4 seria a iluminação global utilizando voxel cone tracing, eliminando a iluminação pré-renderizada. Entretanto, essa característica foi substituída por um algoritmo similar, mas que consome menos recursos do computador. O UE4 também inclui novas características para desenvolvedores, a fim de reduzir o tempo de iteração, além de permitir a atualização do código C++ enquanto o motor está em funcionamento. O novo sistema de scripting visual, o "Blueprint" (sucessor do "Kismet", utilizado no UE3), permite um desenvolvimento mais rápido da lógica dos jogos usando C++. O resultado é a redução do tempo de iteração e uma menor distância entre artistas técnicos, designers e programadores.
"[Em motores antigos], se você quisesse mudar a relação entre o dano de sua arma e quanto tempo irá demorar para matar uma criatura, você levaria alguns dias no processo de iteração, pois você tem que gastar um monte de tempo esperando para efetuar uma compilação do cenário, talvez 15 minutos ou mais, e depois jogar, chegar ao ponto que você quer testar, testar, sair do jogo, modificar, compilar novamente. Agora, tudo isso pode ser feito muito rapidamente com as ferramentas, é 'Fazer a mudança, jogar, quando compilar, sair, atirar no cara, e depois apertar escape, fazer a mudança, jogar'. O processo de iteração diminui para 30 segundos em vez de 15 minutos."
Em 19 de março de 2014, na feira Game Developers Conference, a Epic Games abriu o Unreal Engine 4 para o mundo, lançando todas as suas ferramentas de tecnologia de ponta, características e suporte ao código C++  para desenvolvimento por meio de um modelo de assinatura. Os desenvolvedores podem assinar o UE4 para PC, Mac, iOS e Android pelo valor de US$19 por mês, mais 5% da receita bruta arrecadada por produtos que utilizam o UE4. O CEO e fundador da Epic Games, Tim Sweeney, disse que o novo modelo de negócios é um reflexo das mudanças na indústria. A Epic Games tradicionalmente desenvolveu o motor Unreal para grandes times de desenvolvimento de jogos AAA, pelo custo de milhões de dólares. Mas a indústria evoluiu e a Epic teve que "repensar seriamente nosso negócio como um todo sobre a forma como tornamos o motor disponível para equipes." "Observando a nova forma da indústria hoje, nós percebemos que era uma ferramenta antiquada", disse Sweeney. "Vendo as possibilidades para o motor, nós começamos a pensar: 'Como podemos tornar o motor disponível para mais pessoas?'". De acordo com a página do Unreal Engine, assinantes do motor podem cancelar ou renovar sua licença a qualquer momento. Eles serão capazes de manter acesso a ferramentas do UE4, mas não receberão acesso a futuros lançamentos do motor.
Em 3 de setembro de 2014, a Epic Games lançou o Mercado do Unreal Engine, permitindo aos assinantes do UE4 comprarem e venderem conteúdos criados pela comunidade de todas as formas e tamanhos. Além de todos os conteúdos anteriormente gratuitos, o novo mercado foi lançado com uma variedade de pacotes, incluindo ambientes em escala natural, acessórios, personagens, sons, materiais, malhas animadas, códigos C++ e diversos outros tipos de pacotes, como demonstrações gratuitas e tutoriais.
Em 4 de setembro de 2014, a Epic lançou o Unreal Engine 4 para escolas e universidades gratuitamente, incluindo cópias pessoais para estudantes matriculados em desenvolvimento de jogos digitais, ciências da computação, arte, arquitetura, simulação e programas de visualização.
Em 19 de maio de 2015, a Epic Games junto com a Yanim Studio anunciaram o jogo Red Goddess: Inner World lançado exclusivamente para os consoles de mesa da nova geração e PC, a empresa constatou que o jogo não será lançado para o PS3 pelo fato do Unreal Engine 4 não ser suportada neste console, porem o mesmo será lançado para o Wii U recebendo exatamente a mesma versão dos outros console desmentindo o rumor de que o Wii U não era capaz de suportar o Unreal Engine 4.

## Unreal Engine 5
Em 13 de maio de 2020, durante um evento online da Summer Game Fest, foi anunciado que uma nova versão do motor, Unreal Engine 5, estava em produção e seria lançado em meados de 2021. O anúncio foi acompanhado de uma demonstração das novas funcionalidades do motor no PlayStation 5. Duas das novas tecnologias que estarão presentes na nova versão do motor foram chamadas de "Nanite" e "Lumen". De acordo com o anúncio, Nanite permitirá o uso de modelos com uma quantidade maior de detalhes, enquanto Lumen será utilizada para geração de iluminação mais realística.
O seu lançamento final ocorreu a 5 de Abril de 2022. Atualmente, a versão mais recente da Unreal Engine é a 5.1 que foi lançada no final do ano de 2022, mais precisamente em 15 de Novembro de 2022.